# رأفة (فلم)
رأفة (بالإنجليزية: Clemency) هو فيلم دراما أمريكي من تأليف وإخراج تشينوني تشوكو وبطولة ألفري وودارد، ريتشارد شيف، دانيال بروكس، مايكل أونيل، ريتشارد غان، وندل بيرس وألديس هودج، صدر الفيلم في الولايات المتحدة في 27 ديسمبر 2019.

## نبذة
بعد سنوات من العمل في السجن متخصصة في الإعدامات، تحاول برينداين محاربة الشياطين التي بداخلها، والتي تصنعها وظيفتها من أجل التغلب على فكرة التعاطف مع رجل مقدر له بالإعدام.

## وصلات خارجيّة
- مقالات تستعمل روابط فنية بلا صلة مع ويكي بيانات